# Resolutie 48 Veiligheidsraad Verenigde Naties
Resolutie 48 van de Veiligheidsraad van de Verenigde Naties werd aangenomen met acht stemmen tegen geen en met de drie onthoudingen van Colombia, Oekraïne en de Sovjet-Unie. De resolutie richtte een commissie om te helpen met de uitvoering van resolutie 46.

## Achtergrond
De Veiligheidsraad had gevraagd het geweld te stoppen, een bestand te sluiten en de orde in het mandaatgebied Palestina te herstellen.

## Inhoud
De Veiligheidsraad verwees naar resolutie 46. De Raad richtte een bestandscommissie voor Palestina op, bestaande uit de leden van de Veiligheidsraad die consuls hadden in Jeruzalem. Syrië had reeds laten weten hier geen deel van te willen uitmaken. De commissie moest de Veiligheidsraad helpen bij de implementatie van resolutie 46. De Veiligheidsraad vroeg de commissie om binnen vier dagen verslag uit te brengen en de Veiligheidsraad op de hoogte te houden. De leden en het personeel van de commissie mochten vrij reizen, voor zover de commissie dit nodig achtte om haar taak uit te voeren. Secretaris-generaal Trygve Lie zou de nodige personeelsleden en bijstand voor de commissie leveren, daarbij rekening houdend met het dringende karakter van de situatie ten aanzien van Palestina.

## Verwante resoluties
- Resolutie 44 Veiligheidsraad Verenigde Naties vroeg een speciale sessie van de Algemene Vergadering.
- Resolutie 46 Veiligheidsraad Verenigde Naties riep op de orde te herstellen.
- Resolutie 49 Veiligheidsraad Verenigde Naties riep nogmaals op tot een einde van het geweld.
- Resolutie 50 Veiligheidsraad Verenigde Naties riep op binnen de vier weken de gevechten te stoppen.

Lijst ·  38 ·  39 ·  40 ·  41 ·  42 ·  43 ·  44 ·  45 ·  46 ·  47 ·  48 ·  49 ·  50 ·  51 ·  52 ·  53 ·  54 ·  55 ·  56 ·  57 ·  58 ·  59 ·  60 ·  61 ·  62 ·  63 ·  64 ·  65 ·  66